# 毛叶蒲公英
毛叶蒲公英（学名：Taraxacum minutilobum）为菊科蒲公英属下的一个种。

## 扩展阅读
- 維基物種上的相關：毛叶蒲公英